# آستواتساتور بابیکیان
آستواتساتور بابیکیان (ارمنی: Աստվածատուր Բաբիկյան؛  زادهٔ ۵ اوت ۱۷۳۸ - درگذشته ۱۸ آوریل ۱۸۲۵)، مترجم و نویسنده مخیتاریست اهل ارمنستان بود.

## زندگی‌نامه
وی در ۵ اوت ۱۷۳۸ در نو جلفا به دنیا آمد . وی در تریسته (۱۷۷۲) و وین (۱۸۱۰) سکونت داشت. وی در ۱۸ آوریل ۱۸۲۵ در سن ۸۶ سالگی در وین درگذشت.